# Changchun
Changchun (chinês: 长春) é a capital e maior cidade da província de Jilin, na China. Situada no centro da planície de Songliao, Changchun é administrada como uma cidade subprovincial, composta por 7 distritos, 1 condado e 2 cidades em nível de condado.
De acordo com o censo de 2010, Changchun tinha uma população total de 7 674 439 habitantes. A área metropolitana da cidade, composta por 5 distritos e 4 áreas de desenvolvimento, tinha uma população de 3 815 270, pois os distritos de Shuangyang e Jiutai ainda não foram urbanizados. É uma das maiores cidades do nordeste da China, juntamente com Shenyang, Dalian e Harbin.

## Economia
As principais indústrias da cidade são a produção de automóveis, processamento de produtos agrícolas, produtos biofarmacêuticos, fotoeletrônicos, materiais de construção e o setor de energia. Changchun é o maior centro de fabricação, pesquisa e desenvolvimento de automóveis da China, produzindo 9% dos automóveis do país no ano de 2009.
Changchun é o lar do maior produtor de veículos da China, a FAW Group, que fabricou o primeiro caminhão e carro chinês em 1956. As montadoras e parques industriais ocupam boa parte do extremo sudoeste da cidade. A fabricação de instalações e máquinas de transporte público também está entre as principais indústrias da cidade.

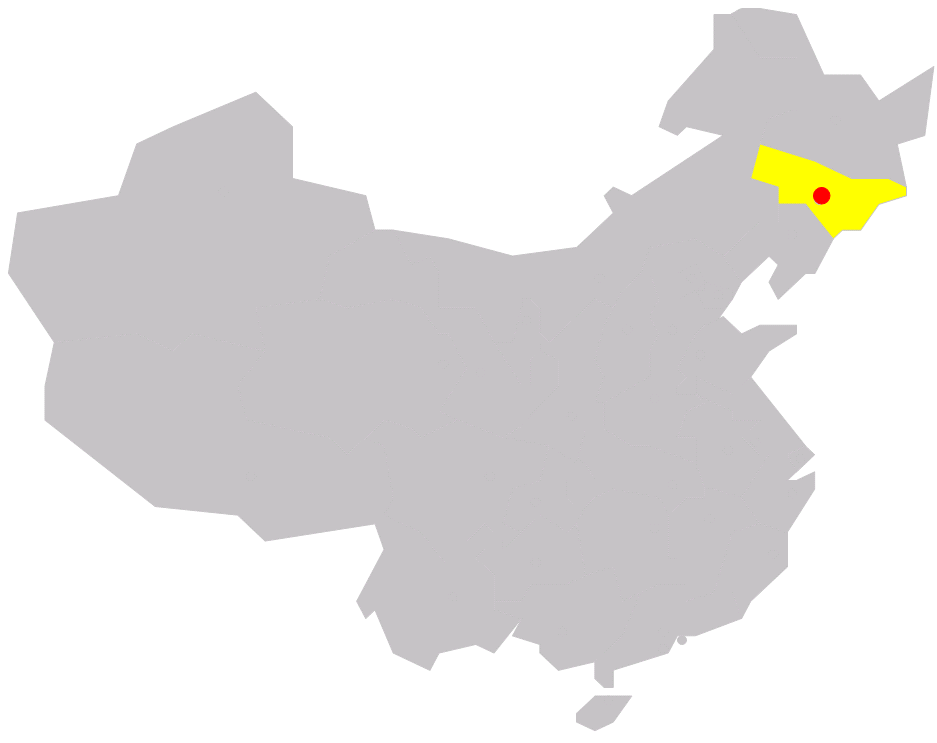
Localização de Changchun

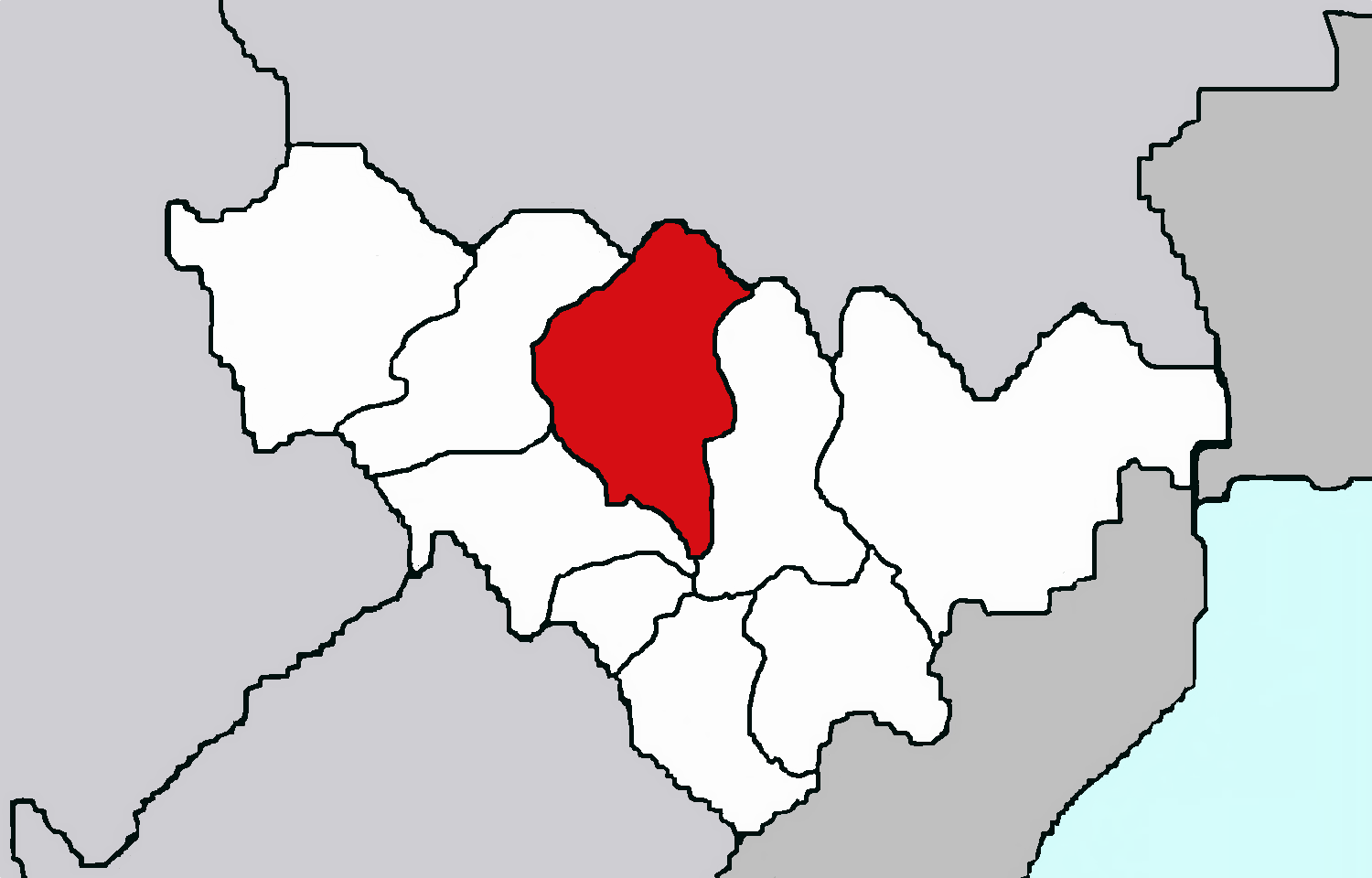
Localização de Changchun em Jilin